# Villa Somalia
La Villa Somalia (somali : Madaxtooyada Soomaaliya, arabe : فيلا الصومال) est la résidence officielle et principal lieu de travail du président de Somalie à Mogadiscio. L'occupant actuel de la Villa Somalia est le président du gouvernement fédéral de Somalie Hassan Sheikh Mohamoud.

## Histoire

### Construction et époque coloniale
L'édifice est construit dans les années 1930 dans le style Art déco par les autorités coloniales du Somaliland italien, afin de servir de résidence aux gouverneurs.
La Villa Somalia (initialement appelée « Villa del Viceré » lors de son inauguration en octobre 1936) est située sur une colline dominant Mogadiscio sur l'océan Indien, avec accès au port et à l'aéroport Petrella. Il s'agit à l'origine d'un grand bâtiment carré en stuc avec un toit en tuiles.

### Indépendance et guerre civile

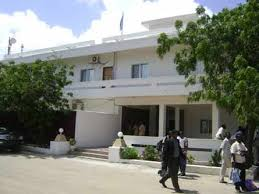

Après l'indépendance en 1960, le bâtiment devient la résidence du président de la République somalienne.
Après le début de la guerre civile et le renversement du gouvernement de Siad Barre au début des années 1990, diverses factions se disputent le contrôle de la résidence et s'y installent. Lors du dernier baroud d'honneur du régime en janvier 1991, la Villa est un bastion tenu par les services de sécurité de la capitale. Des mortiers sont tirés à partir du palais vers la ville pour attaquer les insurgés, en particulier le quartier de Towfiq où les rebelles ont installé des postes de commandement.
Au début des années 2000, la Villa Somalia est sous le contrôle du chef de guerre de Mogadiscio Hussein Farrah Aidid, membre de l'Alliance nationale somalienne et du Conseil de réconciliation et de restauration de la Somalie (CRRS) . Aïdid et le CRRS sont opposés au nouveau Gouvernement national de transition (GNT), et utilisent la Villa comme base pour attaquer le GNT et les forces qui lui sont fidèles.
À la suite d'un conflit entre les forces d'Aïdid en juin 2003, une arme lourde est utilisée sur le terrain de la Villa, provoquant l'une des plus grandes explosions dans la capitale depuis 1991. En tant que ministre de l'Intérieur du gouvernement fédéral de transition (GFT), Aidid effectue une visite publique à la Villa en août 2005.
Jusqu'à l'été 2006, lorsque l'Union des tribunaux islamiques (UTI) vainc l'alliance des seigneurs de guerre somaliens, la Villa reste l'un des derniers bastions des seigneurs de guerre à Mogadiscio, alors sous le contrôle des milices de Hussein Aidid.
Pendant l'invasion éthiopienne de la Somalie, le président Abdullahi Yusuf Ahmed du GFT entre à Mogadiscio pour la première fois le 8 janvier 2007. Le parlement intérimaire vote en mars de la même année le déménagement du gouvernement de Baidoa vers la Villa Somalia. L'ambassade éthiopienne s'installe dans le complexe de la Villa Somalia, qu'elle quitte en 2024.